# Народна култура
Народна култура (Народная культура) — болгарское издательство, существовавшее в 1945—2003 годах. Специализировалось на выпуске художественной литературы.
Создано в 1945 г. в Софии. В начале деятельности функционировало, как кооперативное издательство, а с 1951 г. — государственное.
В течение первого года существования издало 19 наименований книг, в 1986 г. — 170 произведений болгарских и зарубежных авторов. За время существования издательство «Народна култура» выпустило более 13 тысяч книг общим тиражом 3 миллиона экземпляров.
Первоначально издавало болгарскую и переводную художественную литературу, литературно-критическую, научно-популярную, детско-юношескую, учебно-методическую литературу. С 1974 года издательство было профилировано, в основном, на издании классической и современной переводной литературы . В соответствии с её первоначальной ориентацией издательство занималось также выпуском и болгарских писателей и поэтов.
Издательство «Народна култура» выпускало серии:
- «Биографические романы» (с 1957)
- «Избранные романы» (с 1959)
- «Молодежные романы» (с 1960)
- «Литература для подростков» (с 1967)
- «Мировая классика» (1970—1994)
- «Панорама» (с 1974)
  - Серия «Проза»
  - Серия «Поэзия»
  - Серия «Художественная документалистика»
  - Серия «Мемуары»
  - Серия «Письма»
  - Серия «Юмор»
  - Серия «Литературное наследство»

## Руководители
- Петр Мензелов,
- Я. Хлебаров,
- Д. Досков,
- Божидар Божилов (1973—1980),
- Вера Ганчева (1980—1989),
- С. Райков,
- Александр Донев,
- Петр Манолов (1997—2002)